# MobileCoin
MobileCoin — це однорангова криптовалюта, розроблена компанією MobileCoin Inc., яка була заснована в 2017 році Джошем Голдбардом (Josh Goldbard) і Шейном Глінном (Shane Glynn).

## Огляд технології
MobileCoin стверджує, що приділяє особливу увагу анонімності транзакцій (замінності), простоті використання, швидкості транзакцій, низькому впливі на навколишнє середовище та низькій комісії. Механіка MobileCoin базується на Stellar (для консенсусу) і Monero (для конфіденційності), використовуючи CryptoNote разом із доказами нульового знання, щоб приховати деталі транзакцій користувачів.
Компанія MobileCoin стверджує, що криптовалюта може полегшити децентралізовані платежі для щоденних транзакцій швидше, ніж більшість інших криптовалют.
MobileCoin — це одновимірний блокчейн криптовалюти. Блоки використовують консенсусний протокол, спочатку розроблений для платіжної мережі Stellar. Транзакції перевіряються в захищених анклавах SGX і базуються на криптографії еліптичної кривої. Вхідні дані транзакцій існують у блокчейні за допомогою доказів членства Merkle та підписуються багатошаровим зв’язуваним кільцевим підписом у стилі Шнорра, а вихідні суми (передані одержувачам через ECDH ) приховані зобов’язаннями Педерсена та підтверджені в законному діапазоні неінтерактивні докази з нульовим знанням.
Значна частина технологій MobileCoin походить від попередніх криптовалют, орієнтованих на конфіденційність, як-от Monero, і була переписана на Rust для MobileCoin.

## Історія
MobileCoin Inc., компанія, що стоїть за MobileCoin, була заснована в 2017 році Джошуа Голдбардом і Шейном Глінном. Моксі Марлінспайк із Signal допомагав як ранній технічний радник. Монета призначена як доступна форма криптовалюти з упором на швидкі транзакції. У травні 2018 року MobileCoin отримав 29,7 мільйона доларів США в раунді фінансування під керівництвом Binance Labs в обмін на 37,5 мільйонів токенів. У березні 2021 року компанія залучила 11,35 мільйонів доларів венчурного фінансування та 66 мільйонів доларів США у вигляді фінансування серії B у серпні 2021 року. Серед інвесторів Alameda Research, Coinbase Ventures, Gaingels і Marc Benioff.

## Оплата і торгівля
Платежі в програмі через Signal та Mixin Messenger підтримують MobileCoin для однорангових платежів по всьому світу. На даний момент біржа криптовалют Bitfinex торгує MobileCoin.

## Критика
Інтеграція гаманців MobileCoin у популярний месенджер Signal викликала критику. Експерт з безпеки Брюс Шнайер, який раніше високо оцінював програму, заявив, що це роздує програму та приверне небажану увагу з боку фінансових органів.